# Filipstad
Filipstad er et byområde med 6.177 indbyggere i det østlige Värmland og er administrativt centrum i Filipstads kommune i Värmlands län, Sverige. Byen ligger i et dalstrøg mellem søerne Lersjön og Daglösen, og mellem disse løber Skillerälven, som slynger sig gennem centrum af Filipstad.
Filipstad fik sine stadsrettigheder den 6. april 1611 og er efter Karlstad og Kristinehamn Värmlands tredjeældste by. Byen er opkaldt efter Karl Filip, som var Karl 9. af Sveriges søn og bror til Gustav 2. Adolf af Sverige. Lige siden 1300-tallet har her været tradition for jern- og minearbejde, hvilket er årsagen til, at området befolkedes. I området fandtes store naturrigdomme, og da mineindustrien fik et opsving i 1700-tallet, begyndte Filipstad at vokse. I 1694 mistedes stadsprivilegierne efter en brand, og man fik dem først igen i 1835. Efter det voksede byen i rask tempo blandt andet på grund af, at flere virksomheder og institutioner kom til byen. Filipstads Bergsskola, som findes den dag i dag, er en af dem.
Byens dominerende virksomhed er knækbrødsfabrikken Wasa, som begyndte som bageri i 1904.